# Monreal
Pour les articles homonymes, voir Monreal (homonymie).
Monreal en espagnol ou Elo en basque est une ville et une commune de la Communauté forale de Navarre (Espagne), dans la mérindade de Sangüesa, région ou comarque d'Aoiz.
Elle est située dans la zone non bascophone de la province. Le castillan est la seule langue officielle alors que le basque n’a pas de statut officiel. Elle est arrosée par l'Elorz.
Le secrétaire de mairie est aussi celui d'Ibargoiti, d'Izagaondoa, de Lizoáin-Arriasgoiti, d'Unciti et d'Urroz-Villa.

## Géographie
Le village se situe au pied de La Higa de Monreal, sommet de 1289 m au sud de la montagne d'Alaiz.

## Localités limitrophes
Unciti au nord; Olóriz et Ibargoiti au sud, Elorz et Unzué à l'ouest.

## Histoire
Monreal fut une résidence de chasse des rois de Navarre.
La cité est un point de passage du Chemin de Saint-Jacques-de-Compostelle venant de Sangüesa en Navarre, après avoir traversé la France et l'Aragon, et se dirigeant vers Puente la Reina-Gares. Le chemin s'appelle ici Chemin aragonais, ou Voie toulousaine (Via Tolosane).
Au Moyen Âge, elle avait un quartier juif.
Elle eut quelque temps le droit de battre sa propre monnaie.

## Démographie
| Évolution démographique                                 | Évolution démographique | Évolution démographique | Évolution démographique | Évolution démographique | Évolution démographique | Évolution démographique | Évolution démographique | Évolution démographique | Évolution démographique | Évolution démographique | Évolution démographique |
| 1996                                                    | 1998                    | 1999                    | 2000                    | 2001                    | 2002                    | 2003                    | 2004                    | 2005                    | 2006                    | 2007                    | 2011                    |
| ------------------------------------------------------- | ----------------------- | ----------------------- | ----------------------- | ----------------------- | ----------------------- | ----------------------- | ----------------------- | ----------------------- | ----------------------- | ----------------------- | ----------------------- |
| 295                                                     | 291                     | 294                     | 289                     | 286                     | 295                     | 300                     | 337                     | 389                     | 413                     | 450                     | 490                     |
| Sources: Monreal et instituto de estadística de navarra |                         |                         |                         |                         |                         |                         |                         |                         |                         |                         |                         |

## Patrimoine

### Patrimoine civil
- Sur la colline dominant la localité, ruines du château, résidence de chasse des rois de Navarre, démoli en 1521.
- Pont médiéval

### Patrimoine religieux
- Église de la Nativité de Notre-Dame de Monreal

### Sources
- (es) Cet article est partiellement ou en totalité issu de l’article de Wikipédia en espagnol intitulé « Monreal » (voir la liste des auteurs).